# Supercytis savii
Supercytis savii är en mossdjursart som beskrevs av Ramalho, Muricy och Taylor 2009. Supercytis savii ingår i släktet Supercytis, ordningen Cyclostomatida, klassen Stenolaemata, fylumet mossdjur och riket djur. Inga underarter finns listade i Catalogue of Life.